# Călmățuiu de Sus (gmina)
Călmățuiu de Sus – gmina w Rumunii, w okręgu Teleorman. Obejmuje miejscowości Băcălești, Călmățuiu de Sus i Ionașcu. W 2011 roku liczyła 2282 mieszkańców. 